# 룽마탄구

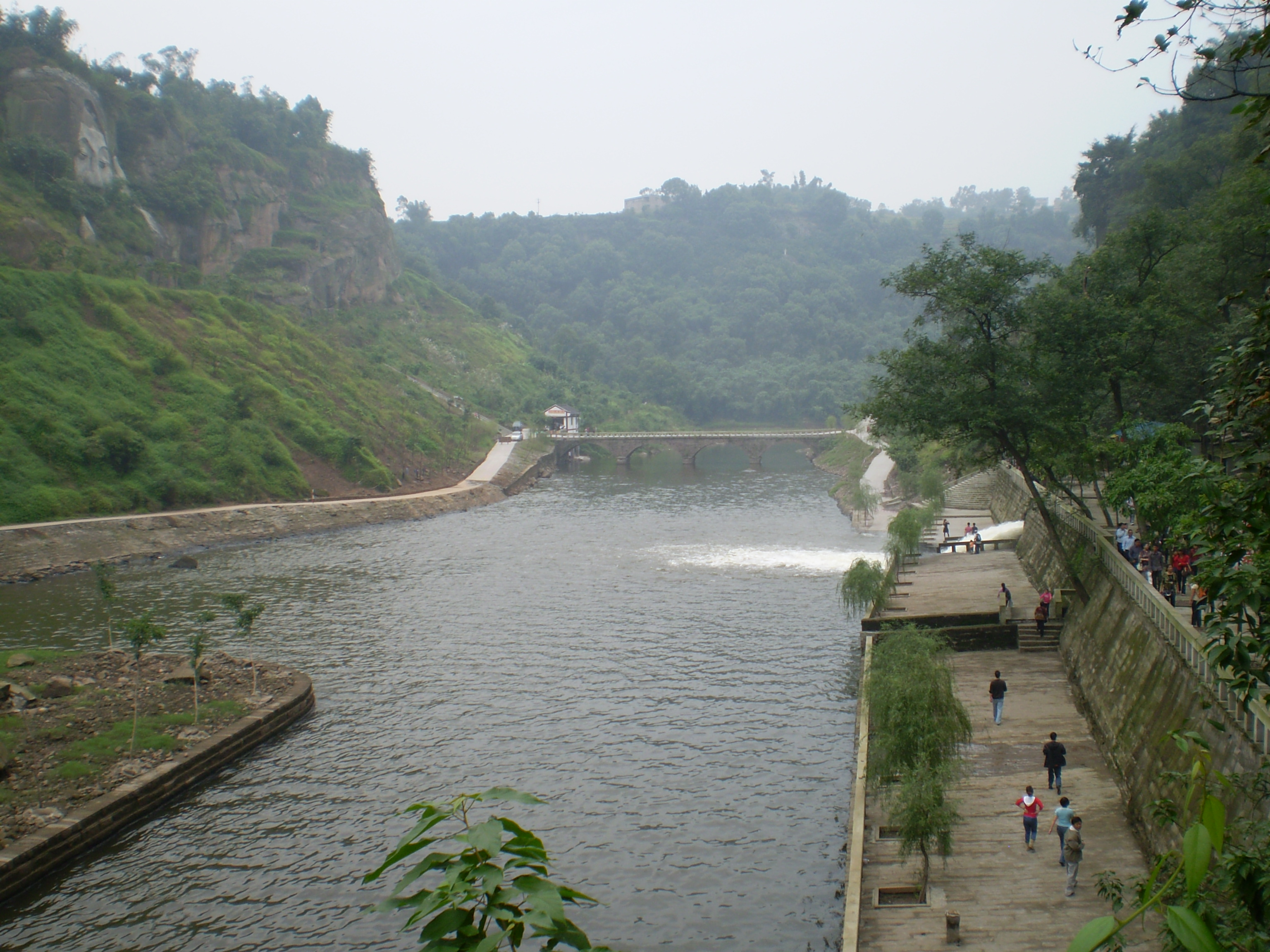

룽마탄구(한국어: 용마담구, 중국어: 龙马潭区, 병음: Lóngmǎtán Qū)는 중화인민공화국 쓰촨성 루저우시의 현급 행정구역이다. 넓이는 333km2이고, 인구는 2007년 기준으로 340,000명이다.

## 기후
연평균 기온은 18°C이고 연평균 강수량은 1100mm이다. 무상일수는 350일이고 연일조시간은 1424.6시간이다.

## 행정 구역
4개 가도, 7개 진, 2개 향을 관할한다.
- 가도: 小市街道, 高坝厂区街道, 红星街道, 莲花池街道.
- 진: 罗汉镇, 鱼塘镇, 石洞镇, 胡市镇, 特兴镇, 安宁镇, 双加镇.
- 향: 金龙乡, 长安乡.